# یان بولیس
یان بولیس (چکی: Jan Bulis؛ زادهٔ ۱۸ مارس ۱۹۷۸) بازیکن هاکی روی یخ اهل جمهوری چک بود.
از باشگاه‌هایی که در آن بازی کرده‌است می‌توان به ونکوور کناکز و مونترآل کانادینز اشاره کرد.